# Torretta (Olaszország)
Torretta település Olaszországban, Szicília régióban, Palermo megyében. Lakosainak száma 4278 fő (2023. január 1.). Torretta Monreale, Palermo, Capaci, Carini és Isola delle Femmine községekkel határos.

## Népesség
A település lakossága az elmúlt években az alábbi módon változott:
| Lakosok száma | 4328 | 4263 | 4278 |
|               | 2017 | 2018 | 2023 |